# Bárbara Cabrera
Bárbara Yasmín Cabrera (sinh ngày 12 tháng 8 năm 1996) là một người mẫu kiêm hoa hậu người Argentina đã đăng quang cuộc thi Hoa hậu Hoàn vũ Argentina 2022. Cô đại diện cho Argentina tại cuộc thi Hoa hậu Hoàn vũ 2022 ở New Orleans, Louisiana, Hoa Kỳ.
Trước đó, cô đã chiến thắng Hoa hậu Eco Argentina 2020 và tiếp tục tham gia cuộc thi Hoa hậu Sinh thái Quốc tế 2021 tại Ai Cập, nơi cô lọt vào Top 20 và giành giải Váy dạ hội đẹp nhất.

## Tiểu sử

### Đầu đời
Cabrera sinh ra và lớn lên ở Buenos Aires. Cô bắt đầu sự nghiệp người mẫu của mình tại học viện của cựu người mẫu Anamá Ferreira và được chọn ở tuổi 18 để đại diện cho tỉnh Buenos Aires trong cuộc thi Hoa hậu Hoàn vũ Argentina 2018, vẫn lọt vào vòng chung kết.

### Sự nghiệp
Ở tuổi 20, Cabrera chuyển đến Panama, nơi cô gia nhập cơ quan Tài năng Panama. Cô đã diễu hành trong tuần lễ thời trang ở Panama 2017 và trong các chiến dịch và cuộc diễu hành khác nhau ở Mỹ Latinh, trở về Argentina để tham gia công ty Multitalent, được nhà thiết kế người Catalan Custo Dalmau lựa chọn để bế mạc sự kiện "Custo Barcelona" trong khuôn khổ Tuần lễ thời trang New York 2020.
Là một người mẫu đồ họa, Cabrera đã xuất hiện trên trang bìa của một số tạp chí, chẳng hạn như Gente và Marie Claire, và đã được các nhà thiết kế như Benito Fernandez, Natalia Antolín và Gabriel Lagger cùng những người khác lựa chọn để tham gia vào các buổi trình diễn thời trang của họ.

## Cuộc thi sắc đẹp

### Hoa hậu Sinh thái Quốc tế 2021
Cabrera được vinh danh là Hoa hậu Sinh thái Argentina 2020 và tiếp tục tham gia cuộc thi Hoa hậu Sinh thái Quốc tế 2021 tại Ai Cập, nơi cô lọt vào Top 20 và giành giải Váy dạ hội đẹp nhất.

### Hoa hậu Hoàn vũ 2022
Ngày 2 tháng 10 năm 2022, Cabrera chính thức được bổ nhiệm làm Hoa hậu Hoàn vũ Argentina 2022 và kế vị là Julieta García. Vào ngày 14 tháng 1 năm 2023, cô sẽ đại diện cho Argentina tại cuộc thi Hoa hậu Hoàn vũ 2022 được tổ chức tại New Orleans, Louisiana, Hoa Kỳ.